# The Age of Stupid
The Age of Stupid (Alternativtitel: The Age of Stupid – Warum tun wir nichts? und Das Zeitalter der Dummheit) ist ein britisches Doku-Drama von Regisseurin Franny Armstrong und Produzent John Battsek. Die deutsche Fassung kam am 3. Juni 2010 im Verleih der Tao Cinemathek in die Kinos.

## Handlung
Pete Postlethwaite spielt einen Mann, der allein auf der verseuchten Erde im Jahr 2055 lebt. Er blickt mithilfe alten Filmmaterials von 2008 in die Vergangenheit zurück und stellt sich die Frage, warum niemand etwas gegen die Umweltverschmutzung und globale Erwärmung getan hat, als noch Zeit dazu war.

## Hintergrund
Der Film feierte im März 2009 in Großbritannien Premiere. Zur Verminderung der Kohlendioxid-Produktion fand die Premiere in einem Solarkinozelt in London statt, außerdem reisten viele der Schauspieler mit dem Fahrrad an und unterstrichen so die Botschaft des Films.
Bei der zweiten, globalen Filmpremiere am 21. September 2009 in New York City wurde ein grüner Teppich für die Prominenten ausgerollt und der frühere UN-Generalsekretär Kofi Annan traf in einer Fahrradrikscha ein.
Der Film wurde in Großbritannien von Greenpeace unterstützt und durch den Verkauf von Anteilen an 223 Personen und Gruppen finanziert. In Deutschland unterstützen zahlreiche Naturschutzorganisationen den Film und die Initiative 10:10, um Menschen für die Folgen des Klimawandels zu sensibilisieren.